# Tervajärvi (sjö i Kangasala, Birkaland)
Tervajärvi är en sjö i kommunen Kangasala i landskapet Birkaland i Finland. Sjön ligger 84,2 meter över havet. Arean är 68 hektar och strandlinjen är 4,8 kilometer lång. Sjön  ingår i Kumo älvs huvudavrinningsområde.   Den ligger omkring 48 km öster om Tammerfors och omkring 150 km norr om Helsingfors. 